# Verval (waterbeweging)
Het verval tussen twee punten van een watergang is het absolute hoogteverschil tussen deze punten. Zo is het verval van de beek de Geul tussen zijn beginpunt in België en zijn eindpunt, de uitmonding in de Maas, ongeveer 250 meter. Het verval bij een sluis, een stuw of een watermolen wordt meestal gegeven tussen een punt vlak voor het object en een punt direct erna.
Het relatieve hoogteverschil heet verhang als het in eenheden wordt uitgedrukt en hellingsgraad of hellingspromillage als het in respectievelijk graden of promilles wordt afgezet.